# Farman II
O Farman II, foi um antigo avião francês, em configuração por tração projetado e construído por Henri Farman, em 1909.

## Projeto e desenvolvimento
Em 1909, em Châlons, Henri Farman construiu seu segundo projeto. o Tipo II era um biplano monoposto equipado com um motor Gnome em configuração por tração. O trem de pouso era constituído por um par de esquis contendo um par de rodas maiores na dianteira e um par de rodas menores na traseira. Ele usava uma grande célula de cauda equipada com lemes verticais, e não havia profundores frontais. O Tipo II foi construído simultaneamente ao Farman III.